# Adam Cullen

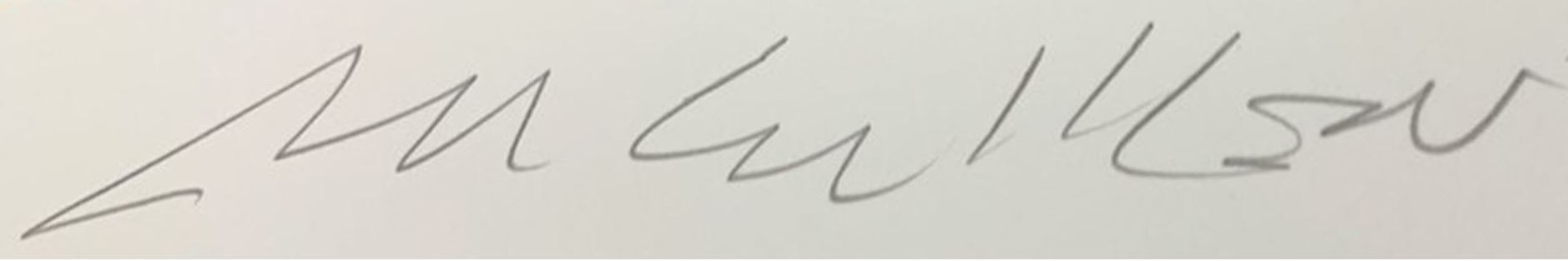
Adam Cullens Signatur

Adam Frederick Cullen (* 9. Oktober 1965 in Sydney; † 28. Juli 2012 in Wentworth Falls, Blue Mountains) war ein australischer Maler, Bildhauer und Performance-Künstler, der als einer der wichtigsten Vertreter des Grunge in Australien gilt. Er gewann die renommierten australischen Kunstpreise Archibald Prize (2000) und Sulman Prize (2003). Das Leben des Künstlers, der Kontroversen nicht scheute und sein subversives Image als Bad-boy-artist (Bürgerschreckkünstler, Provokateur) pflegte, war von psychischen und physischen Problemen sowie Konflikten mit dem Gesetz überschattet.

## Leben und Werk

### Frühe Jahre
Adam Cullen war der Sohn des Bauunternehmers, Lehrers und Vietnamkrieg-Veterans Kevin Cullen und dessen Ehefrau Carmel (geb. O’Loughlan), einer irischen Schauspielerin in verschiedenen australischen Bühnen- und Fernsehproduktionen, die auch als Töpferin arbeitete. Adams sieben Jahre älterer Halbbruder Mark, mit dem er sich nicht verstand, ging aus einer früheren Beziehung seiner Mutter mit einem deutschen Steward hervor. Adam wuchs an Sydneys Northern Beaches in Collaroy auf, wo „er von liebevollen, nachsichtigen Eltern wie ein Goldjunge behandelt wurde“.

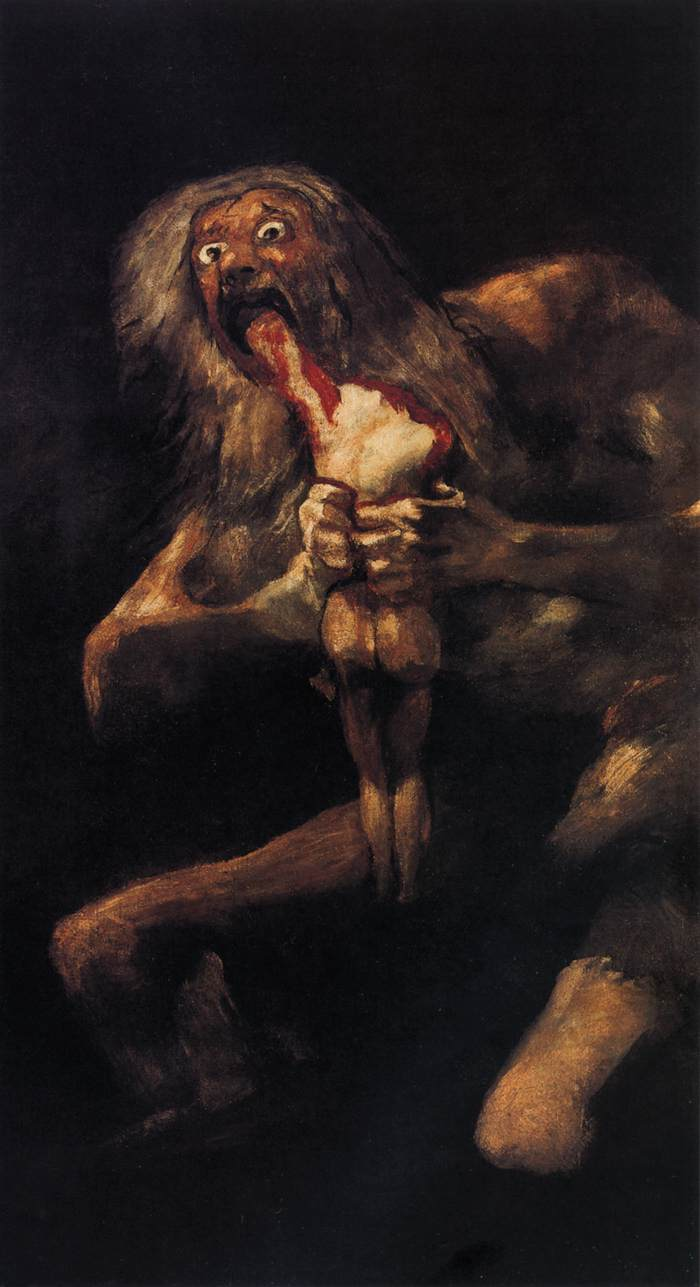
Francisco de Goya: Saturn verschlingt seine Kinder, um 1823

Während eines Aufenthaltes im spanischen Madrid besuchte Cullen mit seinen Eltern als 9-Jähriger das Museo del Prado, wo er sich eine gute Stunde vor das Werk Goyas Saturn verschlingt seine Kinder setzte und das Bild ehrfürchtig und emotional aufgewühlt in Augenschein nahm. Cullen sah hierin eine Initialzündung, eine tiefsitzende Inspiration für sein weiteres Schaffen. Nach der Rückkehr aus Spanien besuchte Adam seinen Cousin, der mit seiner Familie auf einem Grundstück im australischen Busch lebte. Mit Hilfe einiger Kelpie-Hunde fingen sie dort mit einem Lasso ein Känguru ein, hielten das Tier am Boden fest und schnitten ihm bei lebendigem Leib mit einer Kettensäge den Schwanz ab.
In der Schule mischte sich Adam gerne unter die „starken Jungs“. Er zeichnete bereits in jungen Jahren, schon als Kind veröffentlichte die lokale Zeitung Collaroy Plateau regelmäßig seine Cartoons. Seine Lehrerin zeigte sich derart verstört über die beklemmenden Motive seiner Zeichnungen, dass die Schule seinen Eltern psychiatrische Hilfe für ihren zehnjährigen Sohn empfahl. Eine Zeit lang lebte er mit seinen Eltern in den Blue Mountains westlich von Sydney und besuchte dort eine örtliche Schule. Im Alter von 18 Jahren eröffnete er seinen Eltern: „Ich kann hier nicht mehr leben, ihr seid zu langweilig.“
Cullen zog nach Annandale im Inner West of Sydney, einem nicht allzu weit von der Innenstadt entfernten Vorort, und studierte an der Kunstschule City Art Institute (heute School of Art & Design) der University of New South Wales (UNSW) in Sydney, wo er 1987 sein Diploma of Professional Art erhielt. Hier gehörte er zu einer Schar experimentierfreudiger Studenten, denen es ein Anliegen war, die Grenzen der Kunst auszureizen.
An der Schule rückte er sich erstmals in das Licht der Öffentlichkeit, als er in einer Performance für zwei Wochen einen verwesenden Schweinekopf an seinen Knöchel kettete und hinter sich in den Hörsaal zog. Sein Freund, der Kunstkritiker Andrew Frost, erinnerte sich, dass Cullen „wegen des Gestanks mit dem Bein aus dem Fenster schlafen musste und die Performance erst abbrach, als der Busfahrer sich weigerte ihn weiter mitfahren zu lassen“. In einer anderen Vorlesung trug er als ein weiteres seiner Kunstobjekte an seiner Lederjacke das Fell einer Katze mit ausgestopften Kopf, zu der er angab, dass er sie „selbst getötet und abgezogen“ habe.
1999 schloss er sein Studium an der UNSW als Master of Fine Arts ab. Von 1994 bis 2000 arbeitete Cullen als Präparator und Ausstellungsbauer im Australian National Maritime Museum in Darling Harbour. In den 1990er Jahren entwickelte er sich zum Enfant terrible der Kunstszene in Sydney und neben Dale Frank, Mikala Dwyer und Hany Armanious zu einem der wichtigsten Vertreter des australischen Grunge.
Seit dem vierzehnten Lebensjahr hatte Cullen regelmäßig Marihuana konsumiert, als Student bald auch umfänglicher. Nach sechs Monaten auf der Kunstschule nahm er zum ersten Mal Speed intravenös zu sich. In den Toiletten des Pubs Marlborough Hotel im Stadtteil Newtown begann Cullen 21-jährig mit seinem Konsum von Heroin, in einem Versuch „vom Speed wegzukommen“, dessen Gebrauch er als „äußerst toxisch“ empfand.

### Künstlerisches Schaffen
Die Gemälde des kontroversen Künstlers hinterfragten kulturelle und soziale Rollen in der australischen Kultur und ihren Subkulturen, wobei sie provokativ die dunkleren Aspekte des menschlichen Daseins in Form von Satire und sozialer Allegorie thematisierten. Er beschäftigte sich dabei mit Themen wie Kriminalität, der Überschneidung zwischen menschlichem und tierischem Verhalten sowie der veränderlichen Rolle der Männlichkeit in der heutigen Gesellschaft. In seinen karikativen Gemälden bildete er neben toten Kängurus und Katzen oft Vertreter aus – wie er es nannte – Loserville (Verliererstadt) ab; Menschen der australischen Unterschicht wie Punks, kopflose Frauen, Tarts (australische Bezeichnung für „Flittchen“ oder „Nutten“), Stockmen (australische Bezeichnung für „Cowboys“), Bogans (australische Bezeichnung für „Prolls“), an Fettleibigkeit und Missbildungen leidende Personen oder der Volksheld Ned Kelly, die alle nach Ansicht des Kunstkritikers Ashley Crawford „in triefendes Chaos verpackt“ waren. „Wenn Cullen sich bitter fühlt, ist seine Malerei ätzend. Wenn Cullen das Gefühl hat, dass die Welt ein humorvoller Irrtum ist, nimmt seine Malerei eine in ihrem Zynismus scharfsinnige, teuflische Albernheit an“, sagte Crawford. Die Beziehung zwischen Mutter Carmel und Sohn Adam war nicht konfliktfrei. Nach eigenem Bekunden waren Cullens Frauenporträts eigentlich Abbilder seiner Mutter. Seine Frauen wirkten jedoch „nie wie nette, sanfte Mütter“.
Für seine meist großformatigen Werke benutzte er Leinwand, auf die er mit schnellen Pinselstrichen Acryl-, Emaille-, Öl- oder Lackfarben auftrug. Die oft an Graffiti erinnernden Bilder wiesen meist einfarbige Hintergründe auf, vor denen schwarz umrissene, zweidimensionale Objekte und Figuren in kräftigen, häufig leuchtenden Neonfarben dargestellt sind. Seine mit Farbe überladenen Pinselstriche und sein schneller Malstil hinterließen vielmals verlaufende, triefende Effekte. Einige seiner Arbeiten enthielten kurze handschriftliche Texte, seine Gemälde My parents’ telephone no. is 99821626 (1996), My Dad Had Sex with My Mum (1997), Don’t Poke Holes in the Air, You’ll Suffocate the Fairies (1997) oder Death is Gay (2005)
sollen als Beispiele gelten.
Zu den Künstlern, die Cullen inspiriert hatten, gehörten neben Goya auch Martin Kippenberger, Otto Dix, Albrecht Dürer, Philip Guston, Sidney Nolan sowie Mike Parr. Bei der Arbeit in seinem Studio in Wentworth Falls hörte er gerne Musik von Punkbands wie Scraping Foetus Off The Wheel, Butthole Surfers, Black Flag oder Meat Puppets.
Sein Werk wurde bisweilen als „allzu simpel, geschmacklos, pubertär oder kindisch“ kritisiert, andere beschrieben seine Arbeiten als „abstoßend und doch unwiderstehlich“, „ähnlich einem Autounfall [oder] einer Schlägerei in einer Kneipe […]“. Seine ehemalige Lebensgefährtin Carrie Miller meinte zu seinen Arbeiten: „[Adam] hat sich nie auf komplizierte, abstrakte Theorien über die Bedeutung der Kunst eingelassen. Er hat immer gesagt, dass Kunst einfach nur Aufmerksamkeit auf sich ziehen muss. Und genau das tun die besten seiner Werke auf fesselnde Art und Weise.“
Cullens Gemälde konnten teilweise den Eindruck erwecken, als ob er sie recht schnell gemalt hätte, und das war auch gelegentlich der Fall. Jedoch steckten hinter vielen Werken Dutzende von Skizzen, mit denen er seine Ideen reifen ließ. Seine andere Lebensgefährtin, Cash Brown, sagte, dass Cullen mehr Zeit auf seine Werke verwendet habe, als es vielleicht den Anschein mache. „Einige entstanden spontan, andere malte er wieder und wieder, bis er sie richtig hinbekam“, bis sie […] „absolut flach [waren,] mit dieser fast klinisch reinen Oberfläche.“ An seinen fertigen Arbeiten konnte man den wirklichen Zeitaufwand nicht ablesen.
Seine Werke erwiesen sich bei Sammlern als beliebt und wurden von einigen Publikationen als „äußerst sammelwürdig“ eingestuft. Wayne Tunnicliffe, leitender Kurator für australische Kunst an der Art Gallery of New South Wales, zählte Cullens Werk aus der Mitte der 1990er Jahre (mit Texten und graffitiartigen Bildern) und die Gemälde, die um das Jahr 2000 entstanden, zu seinen besten Arbeiten.
Zusammen mit seiner damaligen Partnerin Cash Brown gab Cullen 2005 im Museum of Contemporary Art Sydney eine Performance mit dem Titel Home Economics, die im Kontext mit den von der Regierung unter Premierminister John Howard vorgeschlagenen Einschränkungen der Redefreiheit im Zuge der Einführung eines Anti-Terrorismus-Gesetzes zu verstehen war. In der Darbietung las Cullen Texte aus dem Internet vor, während Brown Schaubilder mit Anleitungen zur Herstellung von vermeintlichen Massenvernichtungswaffen zeichnete, begleitet von einem Tisch mit der australischen Kirmes-Fastfoodspezialität Battered sav, zusammen mit Haushaltsgeräten wie einem mit Klettverschlüssen zusammengehaltenen Sandwichtoaster (der eine Antipersonenmine darstellte) sowie mit Wunderkerzen (als Zünder), gefärbtem Wasser (als Benzin), Styropor und mit anderen im Baumarkt erhältlichen Objekten. Joanna Mendelssohn von der School of Art & Design der UNSW bezeichnete in ihrem Nachrufbeitrag diese Aufführung als „seinen besten Auftritt“. Brown und Cullen arbeiteten auch bei einer Reihe von Gemälden zusammen.
Als Bildhauer modellierte Cullen „seltsam groteske Skulpturen von Tieren, Schädeln, imaginären Wesen und Monstern“, wie sein Freund und Kunsthändler Steven Archer sie beschrieb. Archer ließ die Figuren in Bronze gießen, darunter einige Wildschweine mit meterlangen Ausmaßen. Die Autorin Carolynne Skinner stellte fest, dass die kleinen Bronzeskulpturen, die [Cullen] so mühelos aus Plastilin formte, mit zu den besten Stücken seiner Kunst gehören. Zusammen mit der Töpferin Lyn Hart produzierte er zudem bemalte Wandteller und andere Keramikobjekte. Seine Mutter hatte ihn bereits früh in Töpferei unterwiesen.

### Preise, Ehrungen und Ausstellungen
Adam Cullen erhielt ein Artist-in-Residence-Stipendium, um im ländlichen Hill End (New South Wales) der Geschichte seiner Familie nachzugehen (sein Ururgroßvater, ein irischer Auswanderer, hatte in Hill End im Bergbau Gold geschürft) und „ein neues Werk für Ausstellungen in Australien und Übersee zu schaffen“.
Im Jahr 2000 gewann Cullen den jährlich stattfindenden australischen Porträtwettbewerb Archibald Prize für seine Abbildung des australischen Schauspielers David Wenham, der einen Mörder in dem Film The Boys gespielt hatte, dessen Geschichte sich an den 1986 in Sydney geschehenen Vergewaltigungs- und Mordfall der Schönheitskönigin Anita Cobby anlehnte. Cullen hatte Wenham als Motiv gewählt, nachdem er ihm in dem Film aufgefallen war. Er thematisierte den Mordfall später erneut in dem Gemälde Anita and Beyond. Cullen bezeichnete die Umstände des Todes von Cobby zwar als „abscheuliches Verbrechen“, dennoch äußerte er Verständnis für ihre Mörder, die Gebrüder Murphy.
Unter anderem in den Jahren 1997, 1998, 1999, 2002, 2003, 2004, 2006, 2011 und 2012 erreichte Cullen weitere zwölfmal das Finale des Archibald Prize. Ihm wird zugeschrieben, mit seinen Beiträgen die konservative Wesensart der Preisjury verändert und den Weg für eine ganze Generation jüngerer, experimenteller Künstler geebnet zu haben. 2003 erhielt er den Sulman Prize, 2005 den Mosman Art Prize und 2008 den Woollahra Small Sculpture Prize. Im Jahr 2009 wurde das Hotel The Cullen in Prahran, einem Stadtteil von Melbourne, nach dem Maler und Bildhauer benannt und mit zahlreichen seiner Werke ausgestattet.
Cullen zeigte seine Arbeiten zum ersten Mal in einer Einzelausstellung von 1993, danach in über 200 Gruppen- und Einzelausstellungen in Australien und im Ausland; 2002 vertrat er Australien bei der 25. Biennale de Sao Paulo Iconografias Metropolitanas. 2006 blickte die Penrith Regional Art Gallery mit einer Retrospektive auf zehn Jahre seines Schaffens. Die Art Gallery of New South Wales in Sydney präsentierte 2008 eine große Übersichtsausstellung seiner Arbeiten mit dem Titel Let’s Get Lost. Arbeiten von Cullen sind unter anderem Teil der Sammlungen der Art Gallery of New South Wales und des Museum of Contemporary Art in Sydney, der National Gallery of Australia und der National Portrait Gallery in Canberra, der National Gallery of Victoria und der Monash University in Melbourne, der Art Gallery of South Australia in Adelaide, der Art Gallery of Western Australia in Perth und der Griffith University in Brisbane.

### Leben nach demArchibald Prize
Das Leben Cullens, der gerne sein subversives Image gepflegt hatte, veränderte sich durch den Gewinn des Archibald Prize deutlich, was sich auch auf seine Psyche auswirkte. „Es vergrößerte mein Publikum. Ich stand nicht mehr für Underground, nicht mehr für Non-Establishment. Plötzlich war ich Teil der Kunstwelt… der Bourgeoisie,“ sagte Cullen in einem Interview. Er hatte genug vom urbanen Sydney und ließ sich kurz nach dem Preisgewinn mit seiner damaligen Partnerin Carrie Miller in Wentworth Falls in den Blue Mountains in einem für die Berge typischen Cottage nieder. Sein Freund Jason Martin berichtete: „Er ließ einen Balkon anlegen. Er züchtete Orchideen und hatte Gärtner, die den Garten ständig durcharbeiteten. [...] Er installierte einen Teich für Frösche und einheimische Fische. [...] Aber sein Vater Kevin Cullen, ein Bauunternehmer, hatte seinem Sohn von dem Kauf abgeraten; das Haus sei ein ‚knock-down‘“, ein Abrissobjekt.
Die ausgeprägte Künstlergemeinde des Ortes hieß die Neuankömmlinge anfänglich willkommen, Miller nahm die freundlichen Einladungen an, Cullen verhielt sich jedoch zurückhaltender. Miller hatte mit ihren eigenen inneren Dämonen zu kämpfen; die beiden trennten sich, nachdem Cullen sie mit einer Pistole und einem Messer bedroht hatte, mit einer „Einstweiligen Gewaltschutzverfügung“ als Folge. Cash Brown, Cullens zeitweilige Lebenspartnerin, hatte mit Cullen zwischen 2004 und 2007 „den meisten Kontakt“. Browne schrieb: „Adam Cullen und ich hatten eine interessante Beziehung. Zuerst waren wir Freunde, dann Liebhaber, dann Freunde, dann Bekannte. Zeitweise waren wir Feinde. Adam traf einige Entscheidungen in seinem Lebensstil, die zu der Zeit nicht mit meinem kompatibel waren, also gingen wir getrennte Wege.“
Cullen, der sich für ein Leben in „existenzieller Hinterwäldlerei“ entschieden hatte, war Liebhaber von Motorrädern, Gewehren, Pistolen, Messern und interessierte sich daneben für Taxidermie. Er stellte „weiche Fallen“ auf, die es ihm ermöglichten, gefangene Tiere selbst zu töten, was ihm großes Vergnügen bereitete. Seine Nachbarin beobachtete ihn dabei, wie er im Garten auf Vögel schoss und einen Fuchs erschlug. So wuchs seine beachtliche Sammlung von toten Tieren und tierischen Körperteilen, die entweder „verstreut in seinem Cottage umherlagen oder in Kühlboxen lagerten“. Mit der Zeit war „die Atmosphäre in seinem Haus derart anstößig geworden, dass Cullen niemand mehr hineinließ“. Im Kontrast hierzu sagte Cullen 2005: „Ich arbeite viel für Wohltätigkeitsorganisationen, die sich in der Regel in Umweltfragen oder im Tierschutz engagieren. Wir [als Gesellschaft] sind gerade im Begriff den Lebensraum der Tiere zu zerstören, und die [Tiere] haben keine wirkliche Lobby.“
Adam Cullen war stolz auf seine Freundschaft mit dem Kriminellen Mark „Chopper“ Read, für den er 2002 das berühmt-berüchtigte Kinderbuch Hooky the Cripple: The Grim Tale of a Hunchback who Triumphs illustriert hatte. Die liberale australische Tageszeitung The Age urteilte über das gemeinsame Werk: „[D]as Ergebnis ist nichts für schwache Nerven. Ein Kinderbuch ist es ganz sicher nicht. Aber sicherlich eine Fabel in der Tradition dunkler, gotischer Erzählung.“ Daneben porträtierte er Read mehrfach, unter anderem für seinen Beitrag zum Archibald Prize 2002, und fungierte 2003 als Trauzeuge bei der zweiten Hochzeit der Unterweltfigur.
Alkohol und häufige Langstreckentaxifahrten zur Beschaffung von Drogen erwiesen sich als teure Angelegenheit. Unter den Taxifahrern gab es Konkurrenz um die für sie attraktiven Spritztouren, die Cullen zuweilen dreimal pro Woche mit einem jeweiligen Wert von 300 A$ zu vergeben hatte (≈ 220 Euro). Die Fahrtroute führte von Wentworth Falls zu einer Wohnsiedlung am westlichen Rand von Sydney und nach einer Wartezeit für den Fahrer wieder zurück zum Ausgangspunkt. In Zeiten finanzieller Engpässe bezahlte Cullen Taxifahrer und Geschäftsleute auch gelegentlich mit seinen Zeichnungen. Seine Arbeiten waren Währung für einen Tauschhandel, der zur Zufriedenheit aller Beteiligten lief. Er kam durch Alkohol-, Drogen- und Waffendelikte häufig mit dem Gesetz in Konflikt. Die Polizei musste zum Nachgehen von Beschwerden des Öfteren zu seinem Cottage ausrücken. Gelegentliche Verurteilungen resultierten zunächst in Geldstrafen oder Ableistung gemeinnütziger Arbeit wie zum Beispiel in dem Altenpflegeheim The Ritz in Leura.
Im Juli 2011 geriet Cullen in der Nähe von Goulburn in eine Polizeikontrolle, bei der in seinem Auto mehrere Waffen wie ein Taser, Pistolen, Gewehre und eine Steinschleuder gefunden wurden. Zudem wies er einen Blutalkoholwert auf, der mehr als das Doppelte des gesetzlichen Limits betrug. In der Folge wurde Cullen wegen Trunkenheit am Steuer und unerlaubtem Schusswaffenbesitz angeklagt. Seine Verteidigung erklärte, dass er die Waffen auf einem privaten, ländlichen Grundstück im Vorfeld einer Ausstellung „zur Schaffung von Kunst“ benötigt habe (er hatte auf Farbdosen geschossen und die Farbe über Leinwände spritzen lassen). Das Gericht entzog Cullen für fünf Jahre die Fahrerlaubnis und verurteilte ihn zu zehn Monaten Haft, setzte die Strafe aber unter der Auflage einer ärztlich begleiteten Therapie zur Bewährung aus. Richterin Lee Gilmour führte in ihrer Urteilsbegründung aus, dass Cullen ein intelligenter, künstlerischer Mann sei. „Aber es gibt Dinge, die Ihnen seelischen Schmerz bereiten, mit denen Sie sich noch nicht auseinandergesetzt haben, und das müssen Sie tun“. Der Angeklagte, den der Gedanke an einen Gefängnisaufenthalt sehr beängstigte, stimmte zu.
Adam Cullen hatte viele Gesichter. Sein Auftreten konnte würdevoll sein; er sprach gefällig und hatte das Aussehen eines ernsten und intelligenten Mannes. Der Publizist Ashley Crawford meinte: „Er kann charmant oder kratzbürstig sein, betörend oder geheimnisvoll, enthusiastisch oder unnahbar. Zuweilen verkroch er sich in seine Hütte in den Bergen; als das umliegende Gelände einmal von Buschfeuern umringt war, hatte er sein Telefon abgeschaltet. Oder er flaniert durch das Museum of Contemporary Art und verzaubert Kuratoren und Kritiker gleichermaßen. Ich habe mitbekommen, wie er den Künstler Tim Storrier mit seinem Wissen über Schusswaffen verblüfft und wie er Publizistinnen wie Catharine Lumby und Ingrid Periz mit seinen blitzgescheiten Witzeleien betört hat.“ Wenn man ihn bei diesen Gelegenheiten kennenlernte, dann erschien es unplausibel, dass er auch der berüchtigte Grunge-Künstler, Mitwisser von Kriminellen, ein Drogensüchtiger, Waffennarr und Katzenmörder sein konnte. Besucher seines Studios berichteten, dass er schnell in seinen Performance-Modus übergehen und den „Bad-Boy-Künstler“ in den Vordergrund treten lassen konnte. „In der Art Gallery of New South Wales führte er geistreiche Gespräche mit seinem Gönner, dem gelehrten Direktor Edmund Capon; konnte aber genauso auch mit dem etwas schlichter gestrickten Mark ‚Chopper‘ Read in einem heruntergekommenen Pub in Collingwood auf Augenhöhe kommunizieren.“ Einige Kritiker bezeichneten Cullen als „ein aufmerksamkeitsheischendes Enfant terrible, dessen Hauptprojekt darin bestand, das Bürgertum zu schockieren“.
Der Tod seiner Mutter Carmel Cullen († 2011) durch Leukämie hatte ihn zutiefst getroffen, obwohl ihre Beziehung nicht konfliktfrei gewesen war. Cullen hatte schon die Konsistenz der Muttermilch nicht gefallen. „Ich habe die Liebe einer Mutter einfach nie angenommen […] Ich konnte es nicht ertragen.“ Erst als sie starb, gab Adam zu, dass er seine Mutter tatsächlich „über alles liebte“. Die Familie hatte einen großen Stellenwert in Cullens Leben; er bekundete oft Dankbarkeit darüber, dass die „Eltern sein Talent von klein auf gefördert“ hatten. Nach dem Tod der Mutter unterstützte Vater Kevin allein den nach wie vor geliebten, aber auch kranken Sohn, der mit einer bipolaren Störung und starken physischen Gesundheitsproblemen zu kämpfen hatte. Seine Bauchspeicheldrüse und Gallenblase waren entfernt worden, er war Diabetiker und nahm täglich elf verschiedene Medikamente ein. Er betrat selten sein Atelier, ohne vorher eine Flasche Wodka getrunken zu haben, wodurch die Gesundheit seiner Leber bereits im Alter von 37 Jahren stark gelitten hatte, und war zudem heroinabhängig.
Sein Freund Andrew Frost hatte immer die Hoffnung, „dass er aus dem Verhaltensmuster von Sucht, Krankheit und all den falschen Versprechungen, sich in eine Entziehungskur zu begeben, herauskommen und sich zusammenreißen würde“. Cullen, der nach eigenem Bekunden „sein Leben lang ein verkappter Bisexueller“ gewesen war, lebte zuletzt allein in Wentworth Falls. Am 28. Juli 2012 verstarb Adam Cullen im Alter von 46 Jahren im Schlaf.

## Rezeption
Erik Jensen, Autor des Buches Acute Misfortune. The Life and Death of Adam Cullen, war im Jahr 2008 ein 19-jähriger Journalist beim Sydney Morning Herald, als Cullen ihn einlud in seinem Gästezimmer zu wohnen und seine Biografie zu schreiben. Cullen hatte vorgeblich einen Buchvertrag für seine eigene Lebensgeschichte mit einem Verlag in Aussicht, den es jedoch nicht gab. In den nächsten vier Jahren tauchte er tief in Cullens Welt ein, begleitete ihn zu Drogendeals, bei denen sich Cullen schon mal „im Wohnzimmer seines Dealers einen Schuss setzt, während ein Kleinkind vor dem Fernseher weint“, wurde von ihm (versehentlich) ins Bein geschossen und (absichtlich) von einem Motorrad gestoßen, das mit hoher Geschwindigkeit unterwegs war. Jensen dokumentierte stundenlange, berauschte und oft widersprüchliche Geständnisse des Künstlers. Nach Jensen hatte Cullen das Zitat „Ausdauer ist wichtiger als Wahrheit“ aus Bukowskis Barfly verinnerlicht und es zu seiner „Ausrede für alles“ gemacht.
In seiner Trauerrede bei der Beerdigung Cullens auf dem Friedhof St. Rose in Collaroy sagte sein Freund und Strafverteidiger Charles Waterstreet: „Wie Jackson Pollock entdeckte er einen neuen, aufregenden Weg, um Farbe auf Papier und Leinwand zu bringen. Und er tat es besser als jeder andere. Wie Pollock fuhr er schnell, und er fuhr betrunken. Er liebte nicht nur das Leben, sondern quetschte das Leben aus dem Leben heraus.“
Der Galerist Michael Reid fügte hinzu, dass Cullen trotz der ihn aufzehrenden Krankheit, die ihn fest in ihrem Griff gehabt habe, an einem guten Tag einer der besten zeitgenössischen Künstler Australiens gewesen sei und zugleich ein gütiger Mensch, der viele seiner Gemälde im Wert von Hunderttausenden A$ für wohltätige Zwecke gespendet habe.
Cullens Freund Wayne Tunnicliffe, leitender Kurator für australische Kunst an der Art Gallery of New South Wales, urteilte: „Er lebte ein ziemlich extremes Leben. […] Das Extreme seines Handelns war nicht aufgesetzt, er lebte das Leben, das er abbildete. Die gebrochenen Männer in seinen Gemälden sind ebenso sehr ein Selbstporträt wie sie Darstellungen dessen waren, was in der Gesellschaft falsch lief.“
Ian Howard, Cullens Professor an der Kunstschule, stellte fest, dass „… sein Leben zu einer Performance geworden [war] und sich gelegentlich von der Realität der anderen entfernt hatte“.

## Verfilmung
- Moral Fiction

1994 wirkte Cullen in dem Dokumentarfilm Moral Fiction mit (Regisseur Michael Hutak, Produzent Vincent Sheehan). Darin erläuterte er seine Philosophie über die menschliche Freiheit und schloss mit der Aussage „Ich will meinen Tod zurück“. Nach Andrew Frost beraubte uns aus Cullens Sicht „die Welt unserer wesentlichen Freiheiten - der Freiheit, so zu leben, wie wir es wollen, und der Fähigkeit, den Zeitpunkt und die Art unseres eigenen Todes zu wählen. Diese Denkweise vertrat Adam [solange] ich ihn kannte“.
- Acute Misfortune

Der Regisseur Thomas M. Wright verarbeitete 2019 das letzte Kapitel in Adam Cullens Leben in dem Film Acute Misfortune, der sich inhaltlich an Erik Jensen Buch anlehnte. Nach Wright war Cullen „…kein Genie. Er war ein überaus begnadeter Maler.“ Der Film erhielt 2019 auf dem Melbourne International Film Festival den The Age Critics Award.